# Coupe de l'IHF masculine 1986-1987
Navigation
Coupe de l'IHF 1985-1986 Coupe de l'IHF 1987-1988
La Coupe de l'IHF 1986-1987 est la 6e édition de la Coupe de l'IHF, aujourd'hui appelée Ligue européenne.
Organisée par la Fédération internationale de handball (IHF), la compétition est ouverte à 25 clubs masculins de handball de fédérations européennes membres de l'IHF. Ces clubs sont qualifiés en fonction de leurs résultats dans leur pays d'origine lors de la saison 1985-1986.
Elle est remportée par le club soviétique du Granitas Kaunas, vainqueur en finale du club espagnol du Atlético de Madrid.

## Présentation
En principe, les clubs vainqueurs de leur championnat national participent à la Coupe des clubs champions (C1) et ceux vainqueurs de leur coupe nationale participent à la Coupe des vainqueurs de coupe (C2).
Les clubs qui participent à cette compétition sont donc généralement ceux ayant terminé deuxième ou troisième de leur championnat national ou éventuellement les finalistes de leur coupe nationale.
Toutes les rencontres se déroulent en matchs aller-retour.
Sept clubs sont exemptés du tour préliminaire, en lien avec l'édition précédente : Atlético Madrid, Gladsaxe HG Copenhague, VfL Gummersbach, Tisza Volan Szeged, DHC Slavia Prague, Guif Eskilstuna et SC Magdebourg.

## Résultats

### Tour préliminaire
| Équipe 1                   | Score   | Équipe 2            | Aller | Retour |
| -------------------------- | ------- | ------------------- | ----- | ------ |
| Sjundeå IF                 | 32 – 59 | Granitas Kaunas     | 16-33 | 16-26  |
| HV Sittard                 | 55 – 37 | HBC Schifflange     | 25-13 | 30-24  |
| SMUC Marseille             | 39 – 41 | ABC Braga           | 19-16 | 20-25  |
| Urædd Porsgrunn            | 41 – 34 | Valur Reykjavik     | 16-14 | 25-20  |
| ATSE Biro Graz             | 58 – 30 | ITU Istanbul        | 32-13 | 26-17  |
| CSKA Sofia                 | 61 – 36 | Sporting Club Gaeta | 30-17 | 31-19  |
| Byzantin AC Salonique (en) | 44 – 39 | Hapoël Rehovot      | 20-20 | 24-19  |
| RK Pelister Bitola         | 48 – 40 | AS Fílippos Véria   | 28-18 | 20-22  |
| BSV Berne                  | 38 – 36 | Sporting Neerpelt   | 21-15 | 17-21  |

### Huitièmes de finale
Les résultats des huitièmes de finale sont :
| Équipe 1                   | Score   | Équipe 2           | Aller | Retour |
| -------------------------- | ------- | ------------------ | ----- | ------ |
| Byzantin AC Salonique (en) | 40 – 47 | Urædd Porsgrunn    | 24-27 | 16-27  |
| CSKA Sofia                 | 55 – 50 | Guif Eskilstuna    | 33-25 | 22-25  |
| Atlético Madrid            | 38 – 24 | RK Pelister Bitola | 19-10 | 19-24  |
| BSV Berne                  | 53 – 46 | HV Sittard         | 28-19 | 25-27  |
| DHC Slavia Prague          | 44 – 40 | Volan Szeged       | 23-18 | 21-22  |
| Gladsaxe Copenhague        | 32 – 63 | Granitas Kaunas    | 18-27 | 14-36  |
| ATSE Biro Graz             | 37 – 51 | VfL Gummersbach    | 20-28 | 17-23  |
| SC Magdebourg              | 61 – 39 | ABC Braga          | 26-21 | 35-18  |

### Quarts de finale
| Équipe 1          | Score   | Équipe 2        | Aller | Retour |
| ----------------- | ------- | --------------- | ----- | ------ |
| Urædd Porsgrunn   | 48 – 44 | CSKA Sofia      | 23-18 | 25-26  |
| Atlético Madrid   | 49 – 41 | BSV Berne       | 22-15 | 27-26  |
| DHC Slavia Prague | 39 – 49 | Granitas Kaunas | 16-26 | 23-23  |
| VfL Gummersbach   | 38 – 37 | SC Magdebourg   | 24-19 | 14-18  |

### Demi-finales
| Équipe 1        | Score   | Équipe 2        | Aller | Retour |
| --------------- | ------- | --------------- | ----- | ------ |
| Urædd Porsgrunn | 42 – 53 | Atlético Madrid | 23-25 | 19-28  |
| Granitas Kaunas | 39 – 38 | VfL Gummersbach | 22-12 | 17-26  |

### Finale
| Équipe 1        | Score    | Équipe 2        | Aller | Retour |
| --------------- | -------- | --------------- | ----- | ------ |
| Atlético Madrid | 41 – 41E | Granitas Kaunas | 23-23 | 18-18  |

Le match aller a eu lieu le 3 mai 1987 à Madrid. Malgré les six mille supporters soutenant les Espagnols, l'Atlético Madrid ne parvient pas à remporter la victoire et le match s'est terminé sur un match nul à 23 à 23, :
- Atlético Madrid : Lorenzo Rico, Javier Reino (9, 3 pen), Ángel Hermida (5), Agutín Milián (1), Parrilla (3), Platze (5, 2 pen), Luis García, Claudio, Fernando. Entraîneur : Jordi Alvaro.
- Granitas Kaunas : Juzco, Vytautas Milašiūnas (6), Raimondas Valoutskas (de) (7), Movitzki, Gediminas Mikulėnas (2), Miknius, Jonas Kaučikas (4, 1 pen), Cebatorius, Romas Dumbliauskas (3), Valius Barbarskas (1), Mokeliunas, Tsikanauskas. Entraîneur : Antanas Skarbalius.
- Arbitres : Marín et Servan (Roumanie)
- Évolution du score : 3-3, 5-5, 7-6, 9-8, 12-11, 13-12 (mi-temps), 15-15, 17-16, 17-17, 20-20, 21-21 et 23-23.

Le match retour a eu lieu le 10 mai 1987. Le début de match est dominé par l'Atlético qui mène 6 à 3 mais le Granitas reprend l'avantage dans la seconde moitié de la première mi-temps et porte le score à 11 à 8 à la pause. Lorsque le score passe à 17-14 à quelques minutes du terme, les supporters locaux sentent le goût de la victoire, mais l'Atletico ne s'est pas résigné et parvient à égaliser le score à 18-18. Aucun but n'est ensuite marqué et les deux équipes ne parviennent pas à se séparer : c'est donc selon la règle des buts marqués à l'extérieur (23 contre 18) que le Granitas est déclaré vainqueur. Avec 9 buts marqués, Jonas Kaučikas a été décisif côté soviétique, :
- Granitas Kaunas : Juzco, Vytautas Milašiūnas (1), Valoutskas (de), Movitzki, Gediminas Mikulėnas (), Miknius (), Jonas Kaučikas (9, 2 pen.), Cebatorius, Romas Dumbliauskas (3), Valius Babarkas (2), Mokeliunas (3), Tsikanauskas.
- Atlético Madrid : Lorenzo Rico, Agutín Milián (5), Parrilla (1), Luison (2), Javier Reino (4, 1 pen., ), Ángel Hermida, Platzer (3), Fernando, Alberto Urdiales (1), Alberto García (2, ) et Orencio ().
- Arbitres : Øyvind Bolstad et Terje Antonsen (Norvège)
- Évolution du score : 5e : 1-1, 10e : 3-3, 15e : 3-5, 20e : 6-7, 25e : 9-7, 30e : 11-8, 35e : 12-9, 40e : 12-11, 45e : 14-13, 50e : 16-14, 55e : 18-15, 60e : 18-18.